# 圖蓬加蒂托火山
33°23.636′S 69°49.360′W / 33.393933°S 69.822667°W
圖蓬加蒂托火山是南美洲的火山，位於阿根廷門多薩省和智利聖地亞哥首都大區之間接壤的邊境，屬於安第斯山脈的一部分，海拔高度5,600米，最近一次火山噴發在1987年發生。